# Cyprinella whipplei
Cyprinella whipplei är en fiskart som beskrevs av Girard, 1856. Cyprinella whipplei ingår i släktet Cyprinella och familjen karpfiskar. Inga underarter finns listade i Catalogue of Life.